# Bacillariophyceae
Bacillariophyceae är en klass av kiselalger. Bacillariophyceae ingår i divisionen Bacillariophyta och riket växter. Klassen Bacillariophyceae indelas i:
| - Achnantheiopsis - Acnanthales - Actinodictyon - Actinodiscus - Actinostephanos - Alveolophora - Amblypyrgus - Amphitropis - Ancylopyrgus - Anisodiscus - Annellus - Archaegladiopsis - Archepyrgus - Ardissoneales - Astartiella - Asteroplanus - Auriculopsis - Australodiscus - Azpeitiopsis - Bacillariales - Basilicostephanus - Benetorus - Bergonia - Biblarium - Bilingua - Bogorovia - Brasiliella - Calyptosporium - Campylostylus - Cavernosa - Cavitatus - Cestodiscus - Chrysonema - Climacosphenales - Cometes - Corona - Cosmiodiscus - Coxia - Craspedopleura - Craspedoporus - Crossophialus - Crucidenticula - Cussia - Cyclophorales - Cylindrospira - Cymatodiscus - Cymatotheca - Cymbellales - Cymbellopsis - Cymbopleura - Cypellachaetes - Dasyangea - Desikaneis - Diatomaceae - Dickensoniaforma - Dictyoneidales - Diomphala - Discodiscus - Discoplea - Discus - Drewsandria - Ectodictyon - Entopyla - Eolimna - Epiphalaina - Epithemiaceae - Eunotiales - Eupodiscaceae - Eurossia - Flexibiddulphia - Fogedia - Fontigonium - Giffeniaceae - Giraudyopsis - Gladiopsis - Gloeonema - Glyphodiscus - Goniothecium - Groentvedia - Halurina - Hamatusia - Henshawia - Homoeocladia - Hustedtia - Hustedtiella - Hyalodiscopsis - Hyalotrochus - Ikebea - Inoderma - Katahiraia - Kerkis - Kidoa - Kisseleviella - Klinodiscus - Koizumia - Kozloviella - Kreagra - Lancineis - Liriogramma - Lisitzinia - Lunella - Lyngbyea - Lyrellales - Lysigonium - Macrora - Mastogloiales - Mayamaea - Mediaria - Melonavicula - Membraneis - Meristosolen - Microneis - Microorbis - Miosira - Monobrachia - Myxochrysis - Nanoneis - Naviculadicta - Naviculales - Neodenticula - Pauliella - Peltomonas - Picophagus - Pinnulariosigma - Pleurocyclos - Pleurostaurum - Podochrysis - Pogoneis - Pontodiscus - Poretzkia - Porodiscus (kiselalger) - Praethalassiosiropsis - Protoraphidales - Pseudoaulacosira - Pseudodictyoneis - Pseudodimerogramma - Pseudoguinardia - Pseudoleyanella - Pseudopyxilla - Rattrayella - Rebecca (kiselalger) - Rhabdium - Rhabdonematales - Rhamnochrysis - Rhaponeidales - Rhizosoleniales - Rhopalodiales - Rhynchopyxis - Rosaria - Rossiella - Rouxia - Rutilariopsis - Sawamuraia - Sieminskia - Sigmatella - Simonseniella - Sphaeraspis - Sphinctocystis - Stauronella - Stephanogonia - Stoermeria - Stomatochone - Stoschia - Stoschiella - Striatellales - Styllaria - Stylobiblium - Sulcochrysis - Surirellales - Symbolophora - Syringidium - Systephania - Tertiarius - Thalassionematales - Thalassiophysales - Thalassiosiropsis - Thalassiphoraceae - Thumia - Toxariales - Tripterion - Trochosira - Trochus - Tubaformis - Tursiocola - Xanthiopyxis - Zonosphaeridium |